# Charles Socarides
Charles William Socarides (24 de enero de 1922 - 25 de diciembre de 2005) fue un médico, psiquiatra, psicoanalista, educador y escritor estadounidense. Durante su trayectoria profesional, dedicó gran parte de su labor al estudio de la homosexualidad, sosteniendo la creencia de que esta podía ser modificada. En 1992, fue uno de los fundadores de la Asociación Nacional para la Investigación y Terapia de la Homosexualidad (NARTH), donde desempeñó un papel activo hasta el final de su vida.

## Biografía
Socarides nació en Brockton, Massachusetts,en 1935. A los 13 años, inspirado por la lectura de una biografía de Sigmund Freud, decidió que quería dedicarse a la medicina y al psicoanálisis. En 1952, cuando tenía 30 años, se graduó en la Universidad de Harvard y obtuvo un certificado en Medicina Psicoanalítica en lo que hoy se conoce como el Centro de Capacitación e Investigación Psicoanalítica de la Universidad de Columbia. A lo largo de su carrera, fue autor y coautor de numerosos libros y artículos relacionados con el psicoanálisis. También participó en programas de televisión como Dateline NBC, 60 Minutes y Larry King Live para divulgar su trabajo. Además de ser presidente de la Asociación Nacional para la Investigación y Terapia de la Homosexualidad (NARTH), fue miembro activo de varias organizaciones, como la Fundación de Investigación Psiquiátrica Margaret S. Mahler y el Comité Asesor Internacional del Segundo Simposio Psicoanalítico Internacional de Delfos, celebrado en Delfos, Grecia en 1988. Socarides también formó parte de entidades como la Asociación Médica Estadounidense, la Asociación Psiquiátrica Estadounidense, la Asociación de Medicina Psicoanalítica y la Asociación Psicoanalítica Internacional. Fue miembro vitalicio de la Asociación Psicoanalítica Estadounidense, donde lideró un grupo de discusión, y miembro afiliado de la Real Sociedad de Medicina en Londres. Ha recibió numerosos reconocimientos, incluyendo el premio al Psicoanalista Distinguido otorgado por la Asociación de Psicólogos Psicoanalíticos del Servicio de Salud Británico, el primer Premio de Cátedra Sigmund Freud del Centro de Formación Psicoanalítica de Nueva York, y el Premio Sigmund Freud de 1987, concedido por la Sociedad Estadounidense de Médicos Psicoanalíticos en honor a su destacada contribución a la psiquiatría y la investigación psicoanalítica.
Socarides trabajó como psiquiatra y psicoanalista en la ciudad de Nueva York desde 1954 hasta su fallecimiento. A lo largo de su carrera, se especializó en tratar a pacientes con homosexualidad, afirmando que aproximadamente "un tercio" de ellos logró adoptar una orientación heterosexual tras el tratamiento. Desempeñó labores docentes en psiquiatría en instituciones prestigiosas como la Universidad de Columbia y el Centro Médico Downstate de la Universidad Estatal de Nueva York. Además, fue profesor clínico de psiquiatría en la Escuela de Medicina Albert Einstein, también en Nueva York, desde 1978 hasta 1996.
Socarides centró gran parte de su trabajo en el estudio de la homosexualidad y, junto con Irving Bieber y Lionel Ovesey, fue identificado como uno de los principales exponentes de la corriente psicoanalítica estadounidense que promovía métodos analíticos para "tratar" esta orientación.Argumentaba que la homosexualidad era una adaptación neurótica susceptible de modificación terapéutica para fomentar una orientación heterosexual.Según sus teorías, esta condición solía desarrollarse en los primeros dos años de vida, durante la etapa preedípica de la formación de la personalidad. Atribuía su causa a la combinación de una madre controladora que impedía la independencia del hijo y un padre débil o distante, incapaz de fungir como modelo a seguir o de respaldar el alejamiento de la figura materna.
Socarides se manifestó en contra de la decisión de la Asociación Estadounidense de Psiquiatría de eliminar la homosexualidad del Manual Diagnóstico y Estadístico de los Trastornos Mentales, insistiendo en clasificarla como una enfermedad mental.En 1992, cofundó la Asociación Nacional para la Investigación y la Terapia de la Homosexualidad junto con Joseph Nicolosi y Benjamin Kaufman. Además, expresó públicamente su rechazo al movimiento por los derechos de los homosexuales, argumentando que este amenazaba los roles de género tradicionales en la sociedad y la familia.
Socarides tuvo cinco hijos: un hijo, Richard Socarides, y una hija de su primer matrimonio; dos hijos de su segundo matrimonio; y un hijo de su cuarto matrimonio con Claire Alford Socarides. Richard, quien es abiertamente homosexual, se desempeñó como asesor principal de Bill Clinton en temas de comunicación pública relacionados con los derechos de homosexuales y lesbianas.

## Obras
- Socarides, Charles W. (1968). The Overt Homosexual. Jason Aronson, Inc. ISBN 0-87668-162-3.
- Socarides, Charles W. (1975). Beyond Sexual Freedom. New York Times/Quadrangle Books. ISBN 0-8129-0532-6.
- Socarides, Charles W.; & Kramer, Selma (1975). Work and Its Inhibitions: Psychoanalytic Essays. International Universities Press. ISBN 0-8236-6866-5.
- Socarides, Charles W. (1977). The World of Emotions: Clinical Studies of Affects and Their Expression. International Universities Press. ISBN 0-8236-6867-3.
- Socarides, Charles W.; & Karasu, Toksoz B. (1979). On Sexuality: Psychoanalytic Observations. International Universities Press. ISBN 0-8236-3857-X.
- Socarides, Charles W. (1988). Preoedipal Origin and Psychoanalytic Therapy of Sexual Perversions. International Universities Press. ISBN 0-8236-4287-9.
- Socarides, Charles W. (1989). Homosexuality: Psychoanalytic Therapy. Jason Aronson, Inc. ISBN 0-87668-814-8. First published in 1978 under the title Homosexuality.
- Volkan, Vamik D.; & Socarides, Charles W. (1990). The Homosexualities: Reality, Fantasy, and the Arts. International Universities Press. ISBN 0-8236-2347-5.
- Volkan, Vamik D.; & Socarides, Charles W. (1991). The Homosexualities and the Therapeutic Process. International Universities Press. ISBN 0-8236-2348-3.
- Socarides, Charles W. (1992). Sexual Politics and Scientific Logic: The Issue of Homosexuality. Association for Psychohistory. ASIN B0006RCH62.
- Socarides, Charles W. (1995). Homosexuality: A Freedom Too Far. A Psychoanalyst Answers 1000 Questions About Causes and Cure and the Impact of the Gay Rights Movement on American Society. Roberkai. ISBN 0-9646642-5-9.
- Socarides, Charles W.; & Freedman, Abraham (2002). Objects of Desire: The Sexual Deviations. International Universities Press. ISBN 0-8236-3731-X.
- Loeb, Loretta L.; & Socarides, Charles W. (2004). The Mind of the Paedophile: Psychoanalytic Perspectives. Karnac. ISBN 1-85575-970-5.